# Vine (aplikacija)
Vine je bila programska aplikacija spletnega družbenega omrežja Twitter, ki je uporabnikom omogočala deljenje 6 sekund dolgih video posnetkov. Začela je delovati 23. januarja 2013.
Dokončno je bila ukinjena leta 2019 zaradi nezmožnosti konkuriranja tekmecem, kot sta Instagram in Snapchat.